# 七堵庄
七堵庄為台灣日治時期1920年10月至1945年10月間存在之行政區，轄屬臺北州基隆郡。今基隆市七堵區、暖暖區及安樂區一部分。

## 行政區劃
七堵庄在清治時期及日治時期初期屬石碇堡的庄，在1896年3月隸屬「臺北縣基隆支廳」，在1897年7月1日隸屬「水邊腳辨務署」（之後改寫為水返腳）。1900年9月16日，水返腳辨務署被併入「基隆辨務署」。1901年11月11日，臺灣的行政區劃改為二十廳，七堵地區隸屬「基隆廳水返腳支廳」。1903年11月1日，基隆廳實施街庄整併，七堵地區被整併為以下11個街庄，並被劃分為第17、18、20區。1905年7月1日，七堵地區改劃分為五堵區、瑪陵坑區、暖暖區。
- 石碇堡：七堵庄、草濫庄、六堵庄、五堵庄、友蚋庄、瑪陵坑庄、鶯歌石庄、港口庄、碇內庄、暖暖街、八堵庄

1909年10月25日，基隆廳被併入臺北廳，七堵地區隸屬「臺北廳基隆支廳」。1920年10月1日，原堡里之行政區廢除，街庄改為大字；前述11街庄合併為臺北州基隆郡「七堵庄」，轄域內分為七堵、草濫、六堵、五堵、友蚋、瑪陵坑、鶯歌石、港口、碇內、暖暖、八堵等11個大字。
- 七堵大字下，有「七堵」、「連柑宅」小字名
- 八堵大字下，有「八堵南」、「八堵北」小字名
- 鶯歌石大字下，有「鶯歌石」、「石厝坑」、「新山」、「石皮瀨」小字名
- 草濫大字下，有「拔西猴」、「小坑」、「後旦旦」、「草湳」小字名
- 五堵大字下，有「五堵南」、「五堵北」、「下坡」小字名
- 友蚋大字下，有「鹿寮」、「港口」、「興化坑」、「十四坑」、「樟空湖」、「赤皮湖」、「七分寮」小字名
- 瑪陵坑大字下，有「東勢下股」、「東勢中股」、「東勢上股」、「西勢仙洞坑」、「西勢內寮」、「西勢面桶寮」小字名
- 碇內大字下，有「碇內」、「溪西股」小字名
- 暖暖大字下，有「暖暖」、「東勢坑」、「西勢坑」、「外西勢」、「過溪」小字名[4]

二戰後，七堵庄在1946年1月16日改為臺北縣基隆區七堵鄉，在1947年1月18日併入台灣省基隆市並改為七堵區。1949年2月1日，碇內、暖暖、八堵劃出組成暖暖區。在1968年，鶯歌石的一部份劃入安樂區。在1988年，鶯歌石及港口的一部分劃入安樂區。
| 原街庄                                                               | 1903年 | 1905年   | 1905年   | 1920年-1945年 | 1920年-1945年 | 1988年         |
| 原街庄                                                               | 區     | 區       | 街庄     | 街庄          | 大字          | 區             |
| -------------------------------------------------------------------- | ------ | -------- | -------- | ------------- | ------------- | -------------- |
| 東勢庄、西勢庄                                                       | 第17區 | 瑪陵坑區 | 瑪陵坑庄 | 七堵庄        | 瑪陵坑        | 七堵區         |
| 友蚋港口庄、鹿藔庄、十四坑庄、樟空湖庄、七份藔庄、赤皮湖庄、興化坑庄 | 第17區 | 瑪陵坑區 | 友蚋庄   | 七堵庄        | 友蚋          | 七堵區         |
| 石皮瀨庄、石厝坑庄、新山庄、鶯歌石庄                                 | 第17區 | 瑪陵坑區 | 鶯歌石庄 | 七堵庄        | 鶯歌石        | 七堵區、安樂區 |
| 下埤庄、五堵庄                                                       | 第18區 | 五堵區   | 五堵庄   | 七堵庄        | 五堵          | 七堵區         |
| 六堵庄                                                               | 第18區 | 五堵區   | 六堵庄   | 七堵庄        | 六堵          | 七堵區         |
| 七堵庄                                                               | 第18區 | 五堵區   | 七堵庄   | 七堵庄        | 七堵          | 七堵區         |
| 草濫庄                                                               | 第18區 | 五堵區   | 草濫庄   | 七堵庄        | 草濫          | 七堵區         |
| 港仔內庄                                                             | 第20區 | 暖暖區   | 港口庄   | 七堵庄        | 港口          | 七堵區、安樂區 |
| 東勢坑庄、西勢坑庄、外西勢庄、暖暖街                                 | 第20區 | 暖暖區   | 暖暖街   | 七堵庄        | 暖暖          | 暖暖區         |
| 碇內庄、溪西股庄                                                     | 第20區 | 暖暖區   | 碇內庄   | 七堵庄        | 碇內          | 暖暖區         |
| 八堵庄                                                               | 第20區 | 暖暖區   | 八堵庄   | 七堵庄        | 八堵          | 暖暖區         |

## 庄長
| 任數 | 姓名         | 肖像 | 出身   | 就任   | 離任   | 備註                                                                                                 |
| ---- | ------------ | ---- | ------ | ------ | ------ | --- |
| 1    | 王式金       |      | 台北州 | 1920年 | 1931年 | 原任五堵區長，任內推動設立瑪陵坑公學校、五堵公學校、友蚋分教場。設立七堵水利組合、七堵庄信用合作社。 |
| 2    | 西村增太     |      | 熊本縣 | 1931年 | 1932年 | |
| 3    | 中村忠三郎   |      | 愛媛縣 | 1932年 | 1940年 | 曾任臺東廳稅務課屬。                                                                                 |
| 4    | 伊藤太右衛門 |      | 熊本縣 | 1940年 | 1941年 | 曾任殖產局山林課囑託。                                                                               |
| 5    | 蘆田俊       |      | 京都府 | 1941年 | 1945年 | 原任金山庄長。                                                                                       |

## 人口
| 大字別 | 內地人 | 台灣人 | 中華民國人 | 小計(人) |
| ------ | ------ | ------ | ---------- | -------- |
| 七堵   | 80     | 1,927  | 26         | 2,033    |
| 草濫   | 0      | 962    | 0          | 962      |
| 六堵   | 0      | 567    | 1          | 568      |
| 五堵   | 10     | 1,842  | 2          | 1,854    |
| 友蚋   | 9      | 2,520  | 5          | 2,534    |
| 瑪陵坑 | 10     | 1,934  | 8          | 1,952    |
| 鶯歌石 | 2      | 927    | 0          | 929      |
| 港口   | 0      | 335    | 1          | 336      |
| 碇內   | 11     | 785    | 7          | 803      |
| 暖暖   | 43     | 2,532  | 48         | 2,623    |
| 八堵   | 310    | 1,783  | 20         | 2,113    |
| 小計   | 475    | 16,114 | 118        | 16,707   |

## 設施

### 官公署
- 七堵庄役場
- 七堵郵便局
- 基隆水道
- 七堵車站
- 八堵車站
- 暖暖車站

### 教育
1941年4月1日，日本實施國民學校令，將小學校、公學校與蕃人公學校一律改稱為國民學校。
- 臺北州立基隆中學校（今國立基隆高級中學）
- 暖暖公學校→暖暖國民學校（今暖暖國小）
- 五堵公學校→五堵國民學校（今五堵國小）
- 瑪陵坑公學校→七堵西國民學校（今瑪陵國小）
- 七堵公學校→七堵國民學校（今七堵國小）
- 友蚋公學校→五堵西國民學校（今復興國小）